# 赤電 (京成)
赤電（あかでん）とは、京成電鉄の鉄道車両で都営地下鉄1号線 (浅草線) 直通車両規格に準拠した車両の初期のもので、下半にファイアオレンジ、上半にモーンアイボリー、帯にステンレス鋼の縁取りでミスティラベンダの配色を施した車両の総称である。マンセル値はファイアオレンジが 7.5R 4.5/14、モーンアイボリーが 7.5YR 8.5/7、ミスティラベンダが N 7.5 である。

## 赤電の登場
京成電鉄の車両色は1952年の2100形から青電色であったが、1959年に製造された初代3050形（1995年までに全車廃車）で初めて赤電色が採用された。
この採用理由は京成電鉄が50周年を迎えた1959年に現れたために諸説あるが、最初に採用された3050形が京成初の標準軌台車を履いた車両で、千葉線京成千葉（現・千葉中央）－京成幕張間から13区間に分けて行われた改軌工事の完了と同時に旧車に替わって走り始めたことから強烈な改軌アピールとなり、地下鉄乗り入れを控え新たな時代に入ろうとする京成電鉄のイメージアップの役割を果したといえる。この塗装は沿線旅客より好評を持って迎えられた（1,372mm軌間の台車を履いた従来車はあらかじめ改軌準備工事が行われており、改軌工事から数日後に復帰している）。初代3000形は青電塗装で落成したが、1960年より翌年1961年にかけて赤電塗装に変更された。

## 赤電のその後
この色は3300形まで採用されたが、1972年に製造された3500形以降ではセミステンレス車体の採用により車体全体を塗装せず、帯にファイアオレンジを施したため、「赤電」と呼称されなくなった。1979年、京成は会社再建による塗装工程の簡略化と塗装統一によるローコスト化のために、翌年1980年2月より1982年4月までに全車両が新赤電色になった。新赤電色は全体を赤色とし、ステンレスの縁取りがあるモーンアイボリーの帯を施していた（ミスティラベンダはこれ以降使用されなくなった）。経営危機と同時点に現れたため、『消防電車（=火の車）』、『会社も赤（字）だと電車まで赤い』と揶揄されるなど、必ずしも評判がよいものとはいえなかった。
1991年の3700形登場時に在来鋼製車の塗色変更が検討されることになり、同年12月から3200形4編成を使用して塗色試験が行われ、1993年6月以降、全般・重要部検査の際にアクティブシルバーにヒューマンレッド・フューチャーブルー（3400形で採用）の帯を配したものに再変更された（1991年に廃車済の3000形と同時期廃車が進行していた3050形全車および3100形の一部を除く）。1995年6月までにすべて変更され、新赤電色は使用されなくなった。
1994年、3050形が改軌35周年を記念して赤電色に復元され、1995年2月まで運行された。2007年には3200形の3298編成が開運号リバイバル運転に使用するのを主目的として赤電色に塗装変更され、1月17日より同年3月まで使用された（但し3200形の帯はステンレスではなくステッカーで表現した）。開運号のリバイバル運転は同年1月28日に実施された。さらに、3300形2本が京成100周年を記念し、2009年 - 2013年に旧赤電色と新赤電色になった。
なお旧赤電色は、かつて京成が出資していた南部縦貫鉄道でも見ることができた。2002年に廃止されたが、車両は旧七戸駅構内で動態保存されているため、現在でも旧赤電色を見ることができる。

## ギャラリー

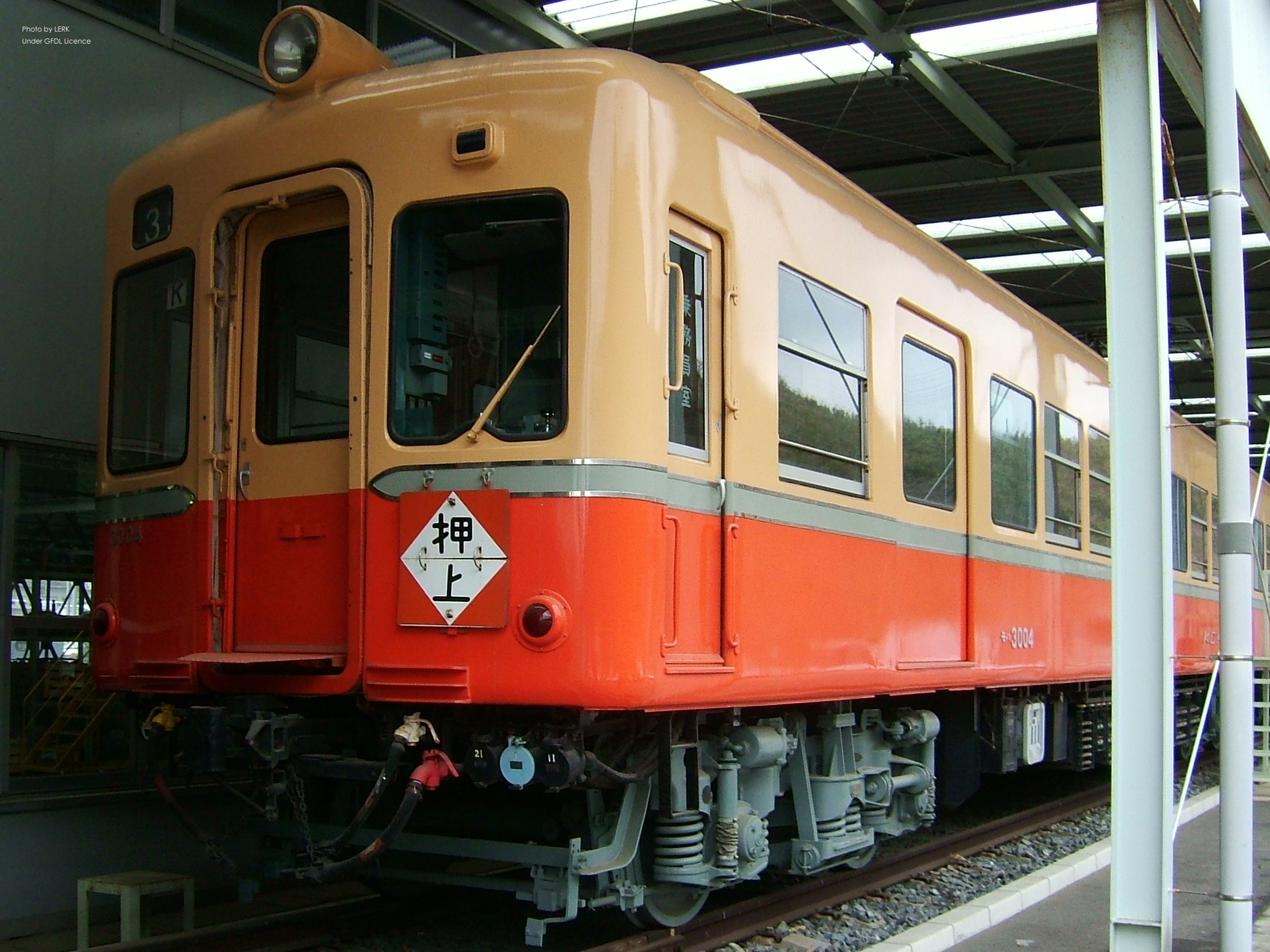
旧赤電色に復元され、宗吾車庫で静態保存される3004号車
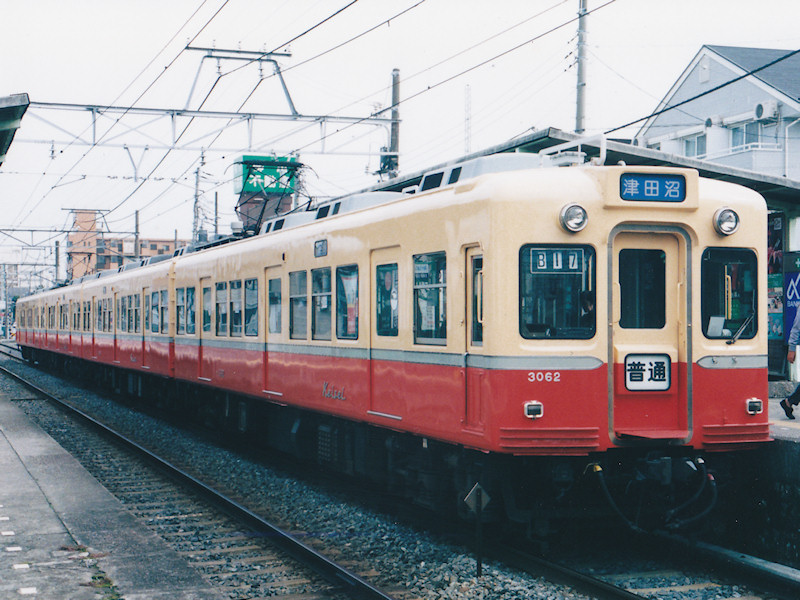
改軌35周年を記念し、3050形3062編成で旧赤電色を復元したもの
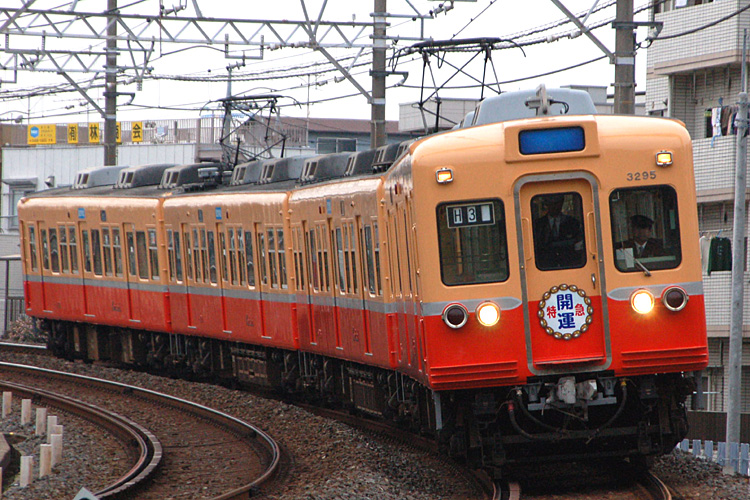
3298編成による開運号リバイバル運転時の旧赤電色
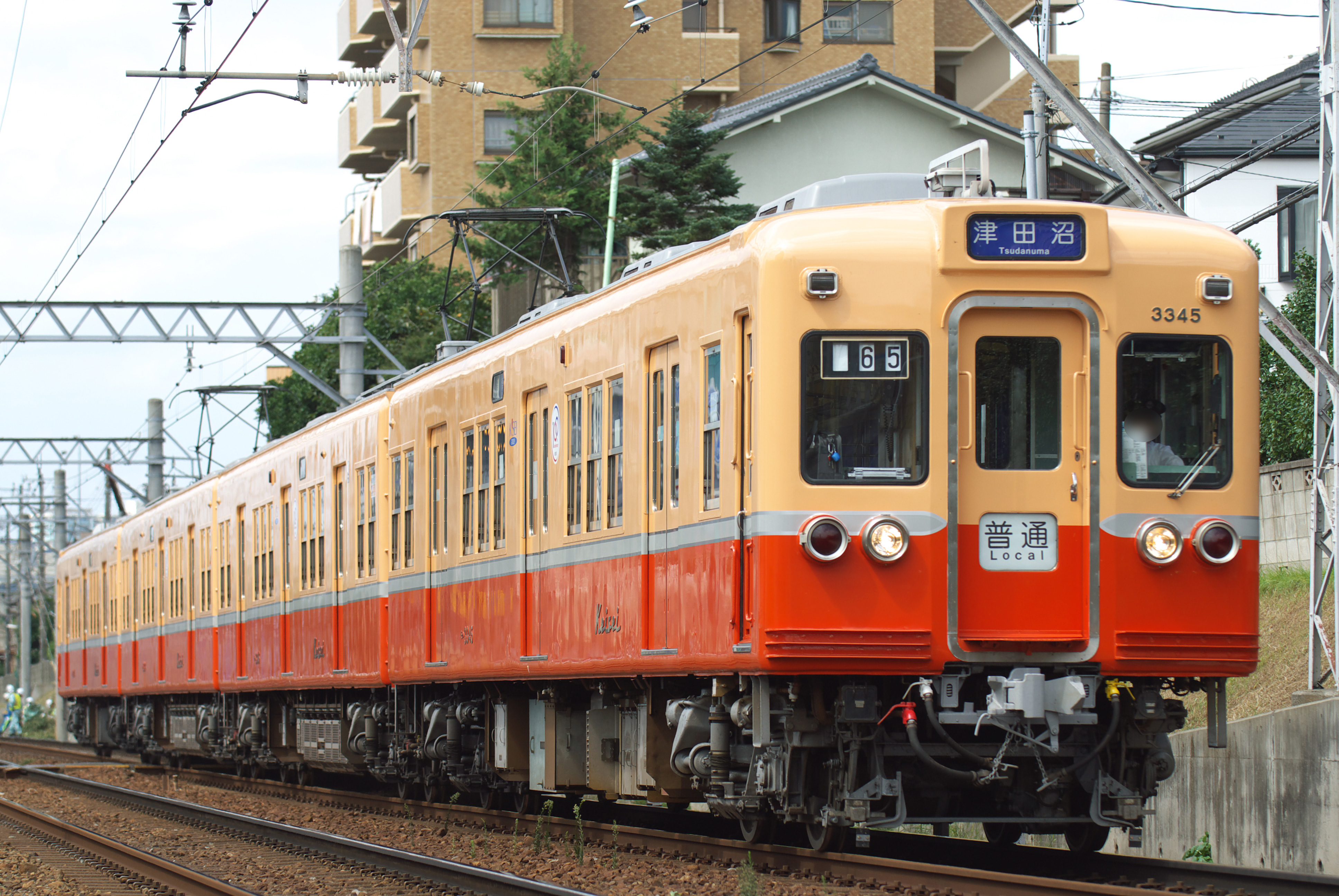
京成創立100周年を記念し、3324編成で旧赤電色を復元したもの
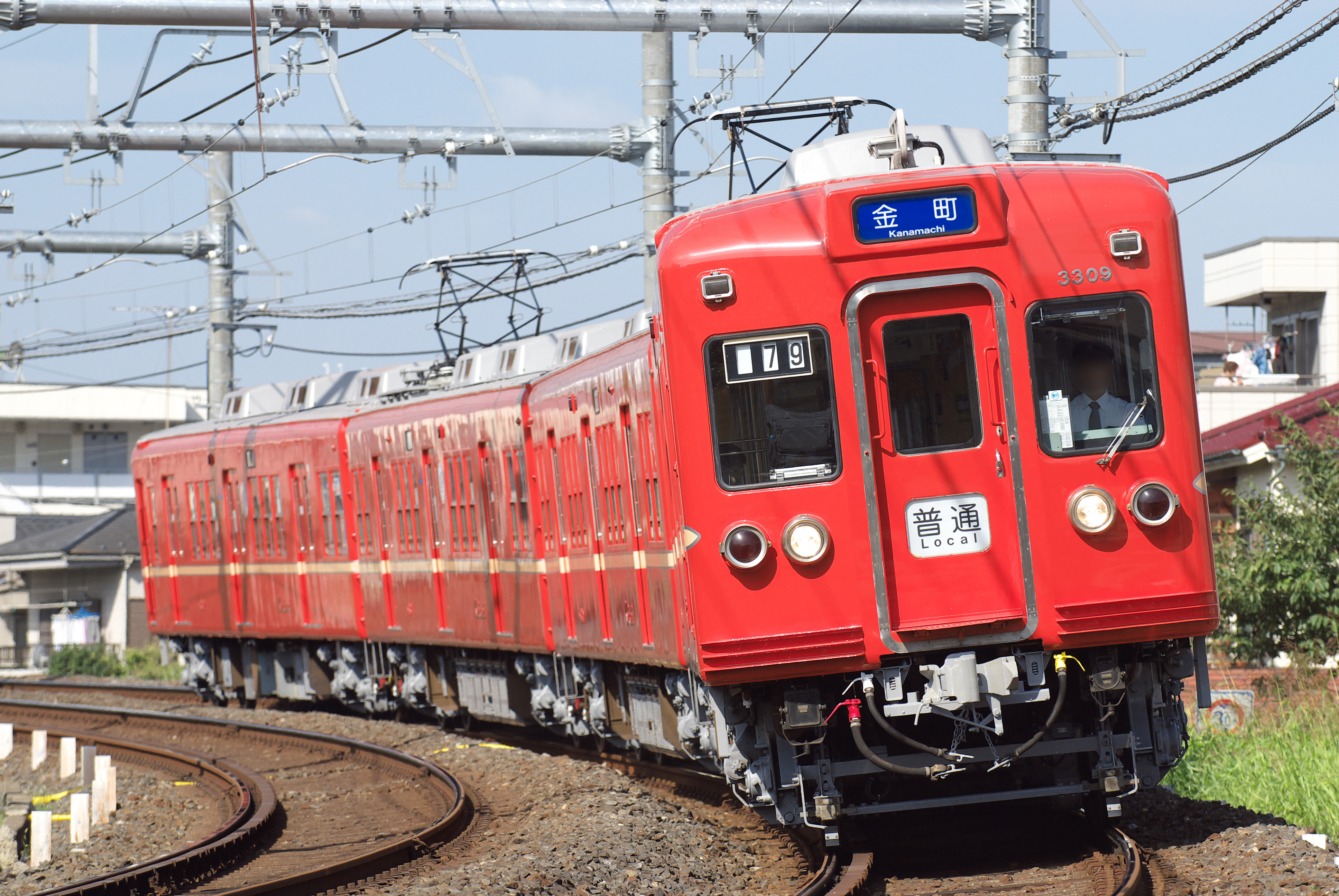
京成創立100周年を記念し、3312編成で新赤電色を復元したもの